# Salm-Horstmar
Salm-Horstmar is een zijlinie van het geslacht Salm en was van 1803 tot 1806 een graafschap binnen het Heilige Roomse Rijk in het huidige Noordrijn-Westfalen.

## Geschiedenis
Rijngraaf Karel Lodewijk van Grumbach en zijn broer rijngraaf Willem Christiaan van Stein verliezen hun graafschappen door de annexatie in 1797/1801 van de linker-Rijnoever door Frankrijk.
Pargaraaf 3 van de Reichsdeputationshauptschluss van 25 februari 1803 regelt de schadeloos stelling: de rest van het ambt Horstmar met inbegrip van de zich daar bevindende kapittels, aartsdiakonaten, abdijen en kloosters vallen aan de rijngraven toe.
Het ambt Horstmar maakte tot 1803 deel uit van het prinsbisdom Münster. Er is sprake van een rest, omdat er ook een deel aan het koninkrijk Pruisen werd toegewezen aan het begin van de paragraaf.
In artikel 25 van de Rijnbondakte van 12 juli 1806 wordt het graafschap Horstmar onder de soevereiniteit van het groothertogdom Berg gesteld: de mediatisering.
Na de nederlagen van Napoleon wijst het Congres van Wenen in 1815 het graafschap toe aan het koninkrijk Pruisen.
Op 22 november 1816 krijgen de graven de Pruisische titel vorst van Salm-Hortsmar.
Historische atlas: http://www.lwl.org/westfaelische-geschichte/kar-zoom/1804-l.html
Alt-Leiningen-Westerburg · Arenberg · Auersperg · Bentheim-Steinfurt · Bentheim-Tecklenburg · Bentinck · Bömmelberg · Bretzenheim · Castell-Castell · Castell-Rüdenhausen · Colloredo-Mannsfeld · Croÿ · Dietrichstein · Erbach-Erbach · Erbach-Fürstenau · Erbach-Schönberg · Esterházy · Fürstenberg · Fugger-Babenhausen · Fugger-Glött · Fugger-Kirchberg · Fugger-Kirchheim · Fugger-Nordendorf · Harrach · Hohenlohe-Ingelfingen · Hohenlohe-Kirchberg · Hohenlohe-Langenburg · Hohenlohe-Öhringen · Hohenlohe-Schillingsfürst · Hohenlohe-Waldenburg-Bartenstein · Hohenlohe-Waldenburg-Jagstberg · Hohenlohe-Waldenburg-Schillingsfürst · Isenburg-Birstein · Isenburg-Büdingen · Isenburg-Philippseich · Kaunitz-Rietberg · Khevenhüller-Metsch · Königsegg-Aulendorf · Kuefstein · Leiningen · Leiningen-Billigheim · Leiningen-Neudenau · Leyen · Limburg-Stirum · Lobkowitz · Löwenstein-Wertheim-Freudenberg · Löwenstein-Wertheim-Rosenberg · Looz-Corswarem · Metternich-Winneburg · Neipperg · Neu-Leiningen-Westerburg · Oettingen-Spielberg · Oettingen-Wallerstein · Ortenburg · Ostein · Pappenheim · Platen-Hallermund · Plettenberg-Wittem · Pückler und Limpurg · Quadt-Wykradt-Isny · Rechberg und Rothenlöwen · Rechteren-Limpurg · Rosenberg-Orsini · Salm-Horstmar · Salm-Kyrburg · Salm-Reifferscheidt-Krautheim und Dyck · Salm-Reifferscheidt-Raitz · Salm-Salm · Sayn-Wittgenstein-Berleburg · Sayn-Wittgenstein-Hohenstein · Schaesberg · Schlitz genannt von Görtz · Schönborn · Schönborn-Buchheim · Schönborn-Wiesentheid · Schönburg-Glauchau · Schönburg-Hartenstein · Schönburg-Waldenburg · Schwarzenberg · Sinzendorf · Solms-Braunfels · Solms-Hohensolms-Lich · Solms-Laubach · Stadion-Tannhausen · Stadion-Warthausen · Starhemberg · Sternberg-Manderscheid · Stolberg-Roßla · Stolberg-Stolberg · Stolberg-Wernigerode · Thurn und Taxis · Toerring · Trauttmansdorff-Weinsberg · Waldbott-Bassenheim · Waldburg-Wolfegg und Waldsee · Waldburg-Zeil · Waldburg-Zeil-Wurzach · Waldeck-Limpurg · Wallmoden-Gimborn · Wartenberg-Roth · Wied-Neuwied · Wied-Runkel · Windisch-Graetz · Wurmbrand-Stuppach